# Vladimir Mihailović
Vladimir Mihailović (in montenegrino Владимир Михаиловић; Cettigne, 10 agosto 1990) è un cestista montenegrino.

## Carriera
Ha militato nel Budućnost e nella Nazionale di pallacanestro del Montenegro, con cui ha disputato tre edizioni dei Campionati europei (2011, 2017, 2022).

## Palmarès

### Club
- Campionato montenegrino: 5

Budućnost: 2010-11, 2011-12, 2012-13, 2013-14,  2023-24
- Campionato belga: 1

Ostenda: 2017-18
- Campionato croato: 1

Zadar: 2024-25
- Coppa del Montenegro: 3

Budućnost: 2011, 2012, 2014
- Coppa del Belgio: 1

Ostenda: 2018

### Individuali
- MVP Campionato belga: 1

2020-21